# Kamieńszczyzna (Mazovie)
Kamieńszczyzna  [kamjɛɲʂˈt͡ʂɨzna] est un village polonais de la gmina de Rybno dans le powiat de Sochaczew et dans la voïvodie de Mazovie.
Il est situé approximativement à 10 kilomètres à l'ouest de Sochaczew et à 62 kilomètres à l'ouest de Varsovie.
Le village a une population de 101 habitants en 2008.